# Asipulo
Asipulo est une municipalité de la province d’Ifugao, aux Philippines.